# New Point (Indiana)
New Point es un pueblo situado en el condado de Decatur, Indiana, Estados Unidos. Tiene una población estimada, a mediados de 2022, de 317 habitantes.

## Geografía
La localidad está ubicada en las coordenadas 39°18′34″N 85°19′37″O / 39.30944, -85.32694 (39.30958, -85.326876). Según la Oficina del Censo, tiene una superficie de 0.81 km², correspondientes en su totalidad a tierra firme.

## Demografía
Según el censo de 2020, en ese momento había 319 personas residiendo en la localidad. La densidad de población era de 393.83 hab./km². El 96.24% de los habitantes eran blancos, el 0.31% era de otra raza y el 3.45% eran de una mezcla de razas. Del total de la población, el 0.63% eran hispanos o latinos de cualquier raza.